# Grace (Santa Lucía)
Grace es una localidad de Santa Lucía que forma parte del distrito de Vieux Fort.